# Дневно пауново око
Дневното пауново око (Aglais io) е вид пеперуда, срещаща се и в България. Понякога е давана с латинското име Nymphalis io.

## Описание
Крилете са с размери 6,3–6,8 cm при мъжките и 6,7–7,5 cm при женските. Цветът им е пурпурночервен до кафявочервен с две двойки едри петна, наподобяващи пауново око. Петната са оцветени в син, черен, жълт и червен цвят. Върхът на предните крила е кафяв, а предният ръб е с две черни петна. Антенките са топчести.
- Дневно пауново око
- △ Дневно пауново око

## Начин на живот и хранене
Основни хранителни растения са обикновения хмел (Humulus lupulus) и видовете от род Urtica. Среща се през пролетта, лятото и до късна есен, тъй като видът има две поколения годишно и зимува като пеперуда.

## Размножаване
След оплождането пеперудата снася яйцата си върху листата на копривата и по-рядко на хмела. Скоро се излюпват гъсеничките, които започват да гризат листата. Гъсеницата е черна с дребни бели точки и жълти коремни крачка. Тялото ѝ е покрито с дебели шипчета. Почти целия си живот гъсениците прекарват заедно върху листата в общо гнездо, изплетено от паяжина. Съвместният живот ги предпазва от птиците. Наблюденията показват, че птиците почти не нападат събраните заедно гъсеници, докато, когато са единично пръснати, с охота ги ядат.
Малко преди какавидирането гъсениците се разпръскват, за да търсят подходящи за това места. Те се закрепват с върха на коремчето си за листа, увисват надолу и какавидират. Какавидата е с шипче. Към края на развитието си през обвивката прозират петната на крилата.